# Fluixa
La fluixa és l'ormeig de pescar consistent en una ploma lligada a un cordill prim de seda, que a l'extrem porta un ham petit. Està muntat de manera que, en avançar la barca, tot l'ormeig va avançant, i els peixos es figuren que es tracta d'un peix autèntic, mossegant l'ham. També existeixen fluixes per a peixos més grossos (oblada, déntol, círvia).